# Бизнес магнат
 Тази статия е за бизнес термина.  За благородническата титла вижте магнат.  
Бизнес магнат или финансов магнат е капиталист, който има голямо влияние, власт и богатство. Синоними са крупен индустриалец или барон. Той заема много важно място в дадена индустрия (или индустрии), добре познат е и има връзки във влиятелни среди. Примери за бизнес магнати са Доналд Тръмп, Бил Гейтс, Илон Мъск и др. Етимологията на думата е от латински magnates и означава велик благородник (магнат).